# Élections législatives de 1997 en Guyane
Les élections législatives françaises de 1997 se déroulent les 25 mai et 1er juin. Dans le département de la Guyane, deux députés sont à élire dans le cadre de deux circonscriptions.

## Élus
| Circonscription | Député sortant     | Parti | Parti   | Député élu ou réélu | Parti | Parti   |
| --------------- | ------------------ | ----- | ------- | ------------------- | ----- | ------- |
| 1re             | Christiane Taubira |       | Walwari | Christiane Taubira  |       | Walwari |
| 2e              | Léon Bertrand      |       | RPR     | Léon Bertrand       |       | RPR     |

## Résultats

### Résultats à l'échelle du département
| Parti          | Parti                                                 | Premier tour | Premier tour | Second tour | Second tour | Sièges |
| Parti          | Parti                                                 | Voix         | %            | Voix        | %           | Sièges |
| -------------- | ----------------------------------------------------- | ------------ | ------------ | ----------- | ----------- | ------ |
|                | Walwari                                               | 3 366        | 20,32        | 5 143       | 27,92       | 1      |
|                | Divers gauche                                         | 2 926        | 17,67        | 2 926       | 17,67       | 0      |
|                | Parti socialiste guyanais                             | 1 395        | 8,42         | 3 837       | 20,83       | 0      |
|                | Gauche plurielle                                      | 7 687        | 46,41        | 11 779      | 63,94       | 1      |
|                |                                                       |              |              |             |             |        |
|                | Rassemblement pour la République                      | 4 913        | 29,66        | 6 644       | 36,06       | 1      |
|                | Union pour la démocratie française                    | 806          | 4,87         |             |             | 0      |
|                | Divers droite                                         | 179          | 1,08         | 0           |             |        |
|                | Droite parlementaire                                  | 5 898        | 35,61        | 6 644       | 36,06       | 1      |
|                |                                                       |              |              |             |             |        |
|                | Mouvement de décolonisation et d'émancipation sociale | 1 747        | 10,55        |             |             | 0      |
|                | Front national                                        | 539          | 3,25         | 0           |             |        |
|                | Génération écologie                                   | 365          | 2,20         | 0           |             |        |
|                | Divers                                                | 326          | 1,97         | 0           |             |        |
|                |                                                       |              |              |             |             |        |
| Inscrits       | Inscrits                                              | 42 459       | 100,00       | 42 459      | 100,00      | 2      |
| Abstentions    | Abstentions                                           | 24 867       | 58,57        | 22 706      | 53,48       |        |
| Votants        | Votants                                               | 17 592       | 41,43        | 19 753      | 46,52       |        |
| Blancs et nuls | Blancs et nuls                                        | 1 030        | 5,85         | 1 330       | 6,73        |        |
| Exprimés       | Exprimés                                              | 16 562       | 94,15        | 18 423      | 93,27       |        |

### Résultats par circonscription

#### Première circonscription (Cayenne)
| Candidat       | Candidat                           | Parti          | Premier tour | Premier tour | Second tour | Second tour |  |
| Candidat       | Candidat                           | Parti          | Voix         | %            | Voix        | %           |  |
| -------------- | ---------------------------------- | -------------- | ------------ | ------------ | ----------- | ----------- |  |
|                | Christiane Taubira sortante réélue | Walwari        | 3 366        | 49,1         | 5 143       | 64,76       |  |
|                | Victor Joseph                      | PSG            | 1 395        | 20,35        | 2 799       | 35,24       |  |
|                | George Habran-Méry                 | UDF (AD)       | 806          | 11,76        |             |             |  |
|                | Maurice Pindard                    | MDES           | 712          | 10,39        |             |             |  |
|                | Eugénie Rezaire                    | Divers         | 326          | 4,75         |             |             |  |
|                | Maurice Willen Bucher              | FN             | 132          | 1,93         |             |             |  |
|                | Pierre Plagnard                    | GÉ             | 119          | 1,74         |             |             |  |
|                |                                    |                |              |              |             |             |  |
| Inscrits       | Inscrits                           | Inscrits       | 16 912       | 100,00       | 16 912      | 100,00      |  |
| Abstentions    | Abstentions                        | Abstentions    | 9 706        | 57,39        | 8 324       | 49,22       |  |
| Votants        | Votants                            | Votants        | 7 206        | 42,61        | 8 588       | 50,78       |  |
| Blancs et nuls | Blancs et nuls                     | Blancs et nuls | 350          | 4,86         | 646         | 7,52        |  |
| Exprimés       | Exprimés                           | Exprimés       | 6 856        | 95,14        | 7 942       | 92,48       |  |

#### Deuxième circonscription (Saint-Laurent-du-Maroni)
| Candidat       | Candidat                    | Parti          | Premier tour | Premier tour | Second tour | Second tour |  |
| Candidat       | Candidat                    | Parti          | Voix         | %            | Voix        | %           |  |
| -------------- | --------------------------- | -------------- | ------------ | ------------ | ----------- | ----------- |  |
|                | Léon Bertrand sortant réélu | RPR (UDF)      | 4 913        | 50,62        | 6 644       | 63,39       |  |
|                | Maryse Gauthier             | Divers gauche  | 1 217        | 12,54        | 3 837       | 36,61       |  |
|                | Benoît Bechet               | MDES           | 1 035        | 10,66        |             |             |  |
|                | Conrad Desflots             | Divers gauche  | 1 009        | 10,4         |             |             |  |
|                | Jean-Aubéric Charles        | Divers gauche  | 700          | 7,21         |             |             |  |
|                | Noëlle Daunis               | FN             | 407          | 4,19         |             |             |  |
|                | Ursula Visser               | GÉ             | 246          | 2,53         |             |             |  |
|                | Émile Gores                 | Divers droite  | 179          | 1,84         |             |             |  |
|                |                             |                |              |              |             |             |  |
| Inscrits       | Inscrits                    | Inscrits       | 25 547       | 100,00       | 25 547      | 100,00      |  |
| Abstentions    | Abstentions                 | Abstentions    | 15 161       | 59,35        | 14 382      | 56,3        |  |
| Votants        | Votants                     | Votants        | 10 386       | 40,65        | 11 165      | 43,7        |  |
| Blancs et nuls | Blancs et nuls              | Blancs et nuls | 680          | 6,55         | 684         | 6,13        |  |
| Exprimés       | Exprimés                    | Exprimés       | 9 706        | 93,45        | 10 481      | 93,87       |  |